# دانشگاه دیلارد
دانشگاه دیلارد یک دانشگاه خصوصی و تاریخی سیاه‌پوست در نیواورلئان، لوئیزیانا است. این دانشگاه در سال ۱۹۳۰ تأسیس شد و به کلیسای متحد مسیح و کلیسای متحد متدیست وابسته است.

## تاریخچه
تاریخچه دانشگاه دیلارد به سال ۱۸۶۹ و موسسات پیشین آن - دانشگاه استریت (که بعداً به کالج استریت تغییر نام داد) و مدرسه عادی اتحادیه (که به دانشگاه نیواورلئان تبدیل شد) بازمی‌گردد.